# Dayyan Neve
Dayyan Neve est un surfeur professionnel australien né le 31 mars 1978 à Wellington en Nouvelle-Zélande.

## Palmarès

### Victoires
- 2003 : Salomon Masters, Margaret River, Australie Occidentale (WQS)

### WCT
- 2008 : 19e
- 2007: 32e repéché par sa 19e place en WQS